# Psychopsis (orkidéer)

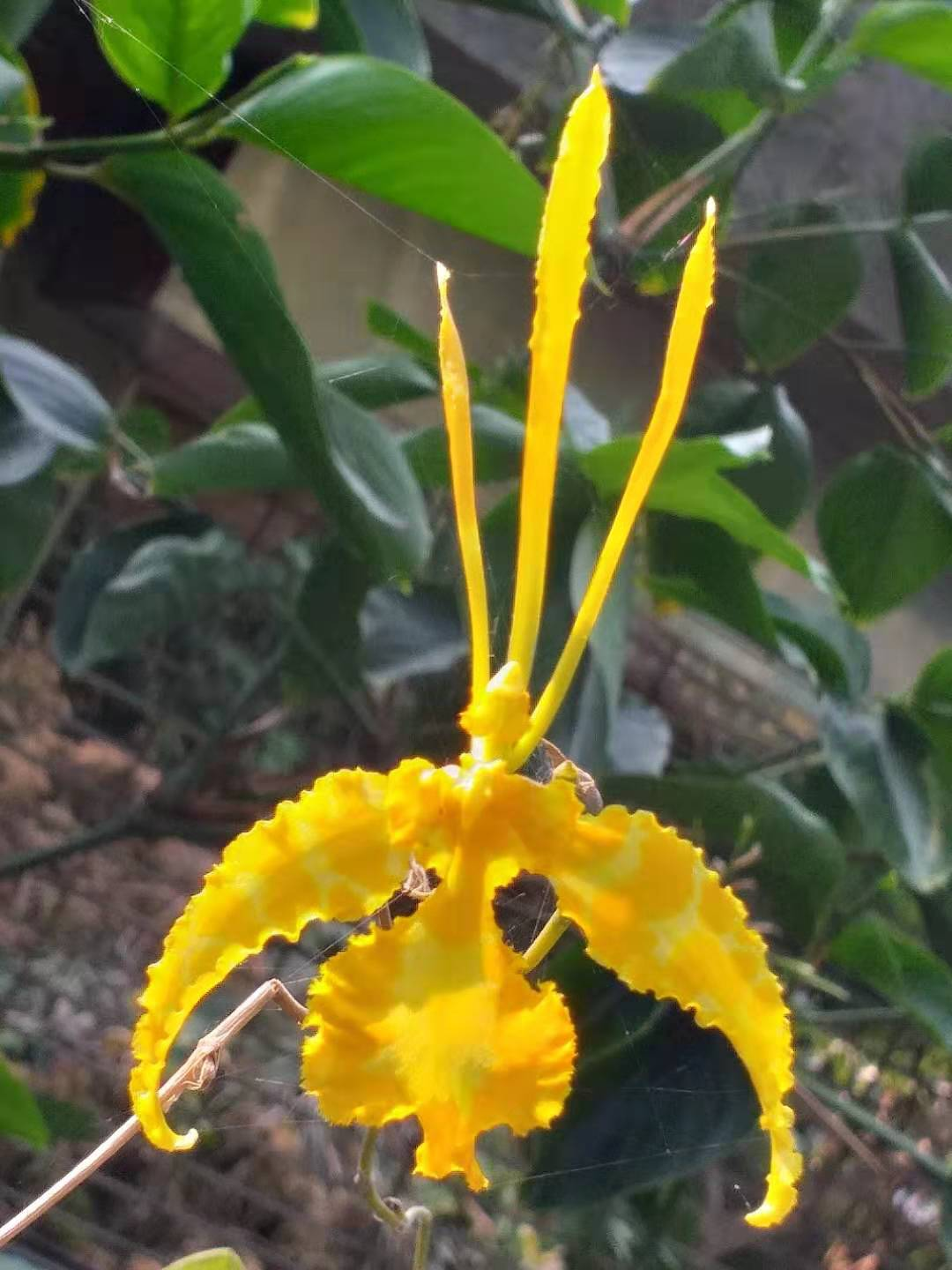
Psychopsis Kalihi

Psychopsis är ett släkte av orkidéer. Psychopsis ingår i familjen orkidéer.
Kladogram enligt Catalogue of Life:
| Psychopsis | \| \| Psychopsis krameriana \| \| \| \| \| \| Psychopsis limminghei \| \| \| \| \| \| Psychopsis papilio \| \| \| \| \| \| Psychopsis sanderae \| \| \| \| \| \| Psychopsis versteegiana \| \| \| \| |
|            | \| \| Psychopsis krameriana \| \| \| \| \| \| Psychopsis limminghei \| \| \| \| \| \| Psychopsis papilio \| \| \| \| \| \| Psychopsis sanderae \| \| \| \| \| \| Psychopsis versteegiana \| \| \| \| |
|            | Psychopsis krameriana |
|            | |
|            | Psychopsis limminghei |
|            | |
|            | Psychopsis papilio |
|            | |
|            | Psychopsis sanderae |
|            | |
|            | Psychopsis versteegiana |
|            | |